# Neuer Jüdischer Friedhof (Lemgo)

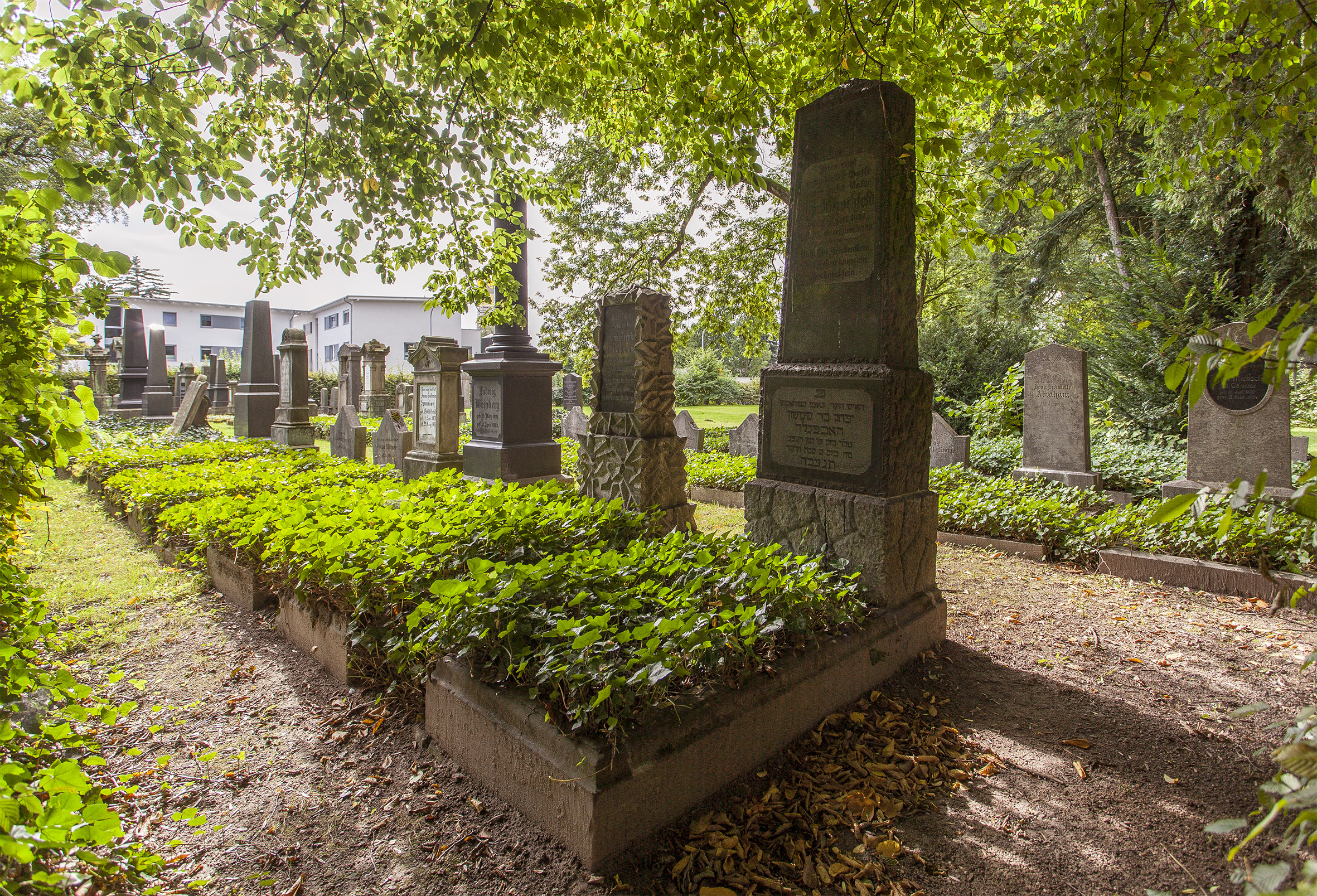
Der Neue Jüdische Friedhof in Lemgo

Der Neue Jüdische Friedhof  liegt in der Stadt Lemgo im Kreis Lippe in Nordrhein-Westfalen. Der jüdische Friedhof ist als Baudenkmal in die Denkmalliste der Stadt Lemgo eingetragen.

## Beschreibung
Der Neue Jüdische Friedhof von Lemgo liegt an der Ecke Konsul-Wolff-Straße und Hinter dem Friedhof, im südöstlichen Bereich des Städtischen Friedhofs Rintelner Straße. Er wurde als Nachfolger des am Ostertorwall gelegenen alten jüdischen Friedhofs angelegt und von 1873 bis 1950 belegt. Auf dem Friedhof sind über 100 Grabsteine (Mazewot) erhalten. Während der Zeit des Nationalsozialismus wurde der Friedhof geschändet, Grabsteine umgeworfen und die Anlage verwüstet.